# 鯉沼久史
鯉沼 久史（こいぬま ひさし、1971年10月2日 - ）は、日本のゲームクリエイター、実業家。千葉県出身。コーエーテクモホールディングス代表取締役社長執行役員CEO、コーエーテクモゲームス代表取締役社長兼COO。

## 経歴
國學院大學栃木高等学校を経て、東京電機大学理工学部情報科学科を卒業。1994年に光栄（当時）に入社し、プログラマーを経て、『戦国無双シリーズ』や『ガンダム無双シリーズ』などのコラボレーション作品などのプロデューサーを担当する。就職活動でコーエーを志望したのは、「ゲーム業界の中でも財務が安定していて、将来性のある会社に行きたい」「コーエーは、一部上場の会社に比べて規模では見劣りするかもしれないが、財務指標もよくて、余剰金もしっかりある」との独自の分析による。
2006年4月より執行役員として役員入り。多くのゲームソフトのプロデュースに携わり、同社創業者の襟川陽一から「このゲームが「良い」とか「悪い」とか、「ここを直したほうがいい」とか、そういうことについて私とほとんど同じ感覚を持っている」として信頼が厚い。2021年6月発表の同社の有価証券報告書によれば、役員のうち1億円以上の報酬を得ているのは創業者の襟川陽一・恵子夫妻を除けば鯉沼のみである。
2025年6月よりコーエーテクモホールディングス代表取締役社長執行役員CEOに就任。

## 作品
- 無双シリーズ
  - 戦国無双シリーズ
  - ガンダム無双シリーズ
  - 北斗無双シリーズ
  - ワンピース 海賊無双シリーズ
  - ゼルダ無双シリーズ
  - ベルセルク無双
- ポケモン+ノブナガの野望[8]
- 討鬼伝シリーズ[9]
- 進撃の巨人シリーズ
- 仁王シリーズ